# 西固站
西固站，位于中华人民共和国甘肃省兰州市西固区，于2018年6月8日开通运营，有兰中城际铁路通过。

## 历史
- 2015年9月30日：兰中城际铁路开通运营，西固站为预留站[1]。
- 2018年6月8日：西固站启用[2]。

## 通过列车
开通运营後，2018年6月时点有6趟列车停靠西固站，下行从兰州站至西固站3趟车次分别为C8501、C8509、C8517。